# Dissanthelium amplivaginatum
Dissanthelium amplivaginatum är en gräsart som beskrevs av Oscar Tovar. Dissanthelium amplivaginatum ingår i släktet Dissanthelium och familjen gräs. Inga underarter finns listade i Catalogue of Life.